# P. H. McCarthy
Pour les articles homonymes, voir McCarthy.
Patrick Henry McCarthy (né le 17 mars 1863 en Irlande, mort le 1er juillet 1933) est un homme politique américain de l'Union Party de Californie (en), qui a été maire de San Francisco entre 1910 et 1912.

## Biographie
Né dans le comté de Limerick en Irlande en 1863, il migre en Amérique en 1880. Il travaille à Chicago et à Saint-Louis, avant d'aller à San Francisco en 1886. Après avoir été président du Building Trades Council en 1896, il est élu maire de San Francisco en 1910, après une tentative infructueuse en 1907.